# Consell General de Loir i Cher
El Consell General del Loir i Cher és l'assemblea deliberant executiva del departament francès del Loir i Cher a la regió de Centre. La seva seu es troba a Blois. Des de 2004, el president és Maurice Leroy (FED)

## Antics presidents del Consell
| Nom | Nom             | Dates de mandat | Dates de mandat | Partit           |
| --- | --------------- | --------------- | --------------- | ---------------- |
|     | René Massacré   | ???             | ???             | Radical          |
|     | Auguste Grellet | 1960            | 1973            | Radical          |
|     | Jean Denis      | 1973            | 1973            | Radical          |
|     | Kléber Loustau  | 1973            | 1988            | PS, després UDF  |
|     | Roger Goemaere  | ??              | ??              | UDR, després RPR |
|     | Michel Dupiot   | 1998            | 2004            | UDF, després UMP |
|     | Maurice Leroy   | 2004            | -               | NC, després FED  |

## Composició
El març de 2011 el Consell General del Loir i Cher era constituït per 30 elegits pels 30 cantons de Loir i Cher.
| Partit                        | Sigles | Electes |
| ----------------------------- | ------ | ------- |
| Oposició (11 escons)          |        |         |
| Partit Socialista             | PS     | 8       |
| Moviment Demòcrata            | MoDem  | 1       |
| Divers gauche                 | DVG    | 2       |
| Majoria (18 escons)           |        |         |
| Unió pel Moviment Popular     | UMP    | 4       |
| Divers Droite                 | DVD    | 6       |
| Nou Centre                    | NC     | 7       |
| Força Europea Demòcrata       | FED    | 1       |
| President del Consell General |        |         |
| Maurice Leroy (FED)           |        |         |